# Kurowo (rejon wołogodzki)
Kurowo (ros. Курово) – wieś w Rosji, w rejonie wołogodzkim obwodu wołogodzkiego. W 2010 r. liczyła 2 mieszkańców.